# Liste der Basketballmannschaften in Österreich

## Basketball-Bundesliga (Herren)
In der Saison 2012/13 spielen 11 Teams um den Österreichischen Basketballmeistertitel.
| - Allianz Swans Gmunden - Arkadia Traiskirchen Lions - BC Zepter Vienna - BSC Raiffeisen Panthers Fürstenfeld | - Kapfenberg Bulls - Oberwart Gunners - UBC ökoStadt Güssing Knights | - UBC St. Pölten - UBSC PBS Graz - WBC Kraftwerk Wels - Xion Dukes Klosterneuburg |

## 2. Basketball-Bundesliga (Herren)
In der Saison 2012/13 starten 10 Mannschaften. Der Meister, der in einer Best-of-3 Serie ermittelt wird, hat das sportliche Recht in die Bundesliga aufzusteigen, muss aber die Lizenz für die Saison 2013/14 im Lizenzierungsverfahren lösen.
Mannschaften 2. Bundesliga"
- Basketballunion Salzburg
- citycenter Amstetten Falcons
- Basket Flames Wien
- KOŠ Posojilnica Bank Celovec
- Raiffeisen Dornbirn Lions
- Wörthersee Piraten
- Mattersburg Rocks
- Silverminers Tirol
- UKJ Hypo Mistelbach
- Vienna D.C. Timberwolves

## Bundesliga (Damen)
- BK Systemlogistik Duchess Klosterneuburg
- Flying Foxes Post SV
- UAB Wien
- UBBC APOsport Herzogenburg
- UBSC Graz Union Styrian Stars
- Basket Flames Wien